# Кубок Люксембургу з футболу 2004—2005
Кубок Люксембургу з футболу 2004–2005 — 80-й розіграш кубкового футбольного турніру в Люксембурзі. Титул вперше здобув Петанж.

## Календар
| Раунд           | Дата              | Матчі | Клуби     |
| --------------- | ----------------- | ----- | --------- |
| Перший раунд    | 1 вересня 2004    | 11    | 113 → 102 |
| Другий раунд    | 19 вересня 2004   | 24    | 102 → 78  |
| Третій раунд    | 28-31 жовтня 2004 | 26    | 78 → 52   |
| Четвертий раунд | 3-5 грудня 2004   | 20    | 52 → 32   |
| 1/16 фіналу     | 16 березня 2005   | 16    | 32 → 16   |
| 1/8 фіналу      | 3 квітня 2005     | 8     | 16 → 8    |
| 1/4 фіналу      | 13 квітня 2005    | 4     | 8 → 4     |
| 1/2 фіналу      | 27 квітня 2005    | 2     | 4 → 2     |
| Фінал           | 14 травня 2005    | 1     | 2 → 1     |

## Регламент
Згідно з регламентом у перших чотирьох раундах грають клуби нижчих дивізіонів, клуби Національного футбольного дивізіону Люксембургу стартують з 1/16 фіналу. На всіх стадіях команди грають по одному матчу.

## 1/16 фіналу
| Команда 1                | Рахунок | Команда 2                     |
| ------------------------ | ------- | ----------------------------- |
| 16 березня 2005          |         |                               |
| Шиффланж 95 (3)          | 3:5     | Уніон (Люксембург)            |
| Спортинг (Мерциг) (2)    | 1:2     | Гревенмахер                   |
| Тітус (Ламаделайн) (4)   | 1:5     | Етцелла                       |
| Оберкорн (2)             | 4:3     | Альянс 01                     |
| Спортинг (Штайнфорт) (3) | 1:3     | Авенір (Бегген)               |
| Елль (4)                 | 5:4     | Вікторія Роспорт              |
| Кер'єнґ (2)              | 2:3     | Вільц                         |
| Прогрес (2)              | 0:1     | Ф91 Дюделанж                  |
| РМ Гамм Бенфіка (2)      | 2:1     | Свіфт                         |
| Янг Бойз (Дикірх) (2)    | 0:2     | Спора                         |
| Мамер 32 (3)             | 1:4     | Женесс (Еш)                   |
| Мондеркаж (2)            | 0:1     | Петанж                        |
| Цебра 01 (3)             | 3:0     | Уніон Мертерт-Вассербіліг (2) |
| Колмарберг (3)           | 4:3     | Келен (3)                     |
| Сандвайлер (3)           | 0:1     | Діфферданж 03 (2)             |
| Рюмеланж (2)             | 4:0     | Мінерва (Лінтген) (3)         |

## 1/8 фіналу
| Команда 1           | Рахунок | Команда 2       |
| ------------------- | ------- | --------------- |
| 3 квітня 2005       |         |                 |
| Елль (4)            | 4:2     | Оберкорн (2)    |
| Уніон (Люксембург)  | 4:2     | Вільц           |
| Діфферданж 03 (2)   | 0:4     | Ф91 Дюделанж    |
| РМ Гамм Бенфіка (2) | 2:1     | Етцелла         |
| Гревенмахер         | 2:0     | Спора           |
| Женесс (Еш)         | 1:2     | Петанж          |
| Цебра 01 (3)        | 1:0     | Авенір (Бегген) |
| Рюмеланж (2)        | 3:0     | Колмарберг (3)  |

## 1/4 фіналу
| Команда 1           | Рахунок | Команда 2    |
| ------------------- | ------- | ------------ |
| 13 квітня 2005      |         |              |
| Елль (4)            | 4:5     | Цебра 01 (3) |
| РМ Гамм Бенфіка (2) | 1:0     | Ф91 Дюделанж |
| Гревенмахер         | 4:0     | Рюмеланж (2) |
| Уніон (Люксембург)  | 0:5     | Петанж       |

## 1/2 фіналу
| Команда 1           | Рахунок | Команда 2    |
| ------------------- | ------- | ------------ |
| 27 квітня 2005      |         |              |
| РМ Гамм Бенфіка (2) | 0:2     | Цебра 01 (3) |
| Петанж              | 1:0     | Гревенмахер  |

## Фінал
| 14 травня 2005 |

| Цебра 01 (3) | 0:5      | Петанж                                                    |
| ------------ | -------- | --------------------------------------------------------- |
|              | Протокол | Дервишевич 47' Дутхейл 67', 83' Сорайре 69' Пейнадо 90+2' |

| Жозі Бартель, Люксембург Глядачів: 2 801 Арбітр: Люк Вільмес |